# Stanisław Aleksander Górski
Stanisław Aleksander Górski herbu Nałęcz – stolnik mścisławski w latach 1668–1686.
W 1674 roku był elektorem Jana III Sobieskiego z Księstwa Żmudzkiego.